# Вернись в Сорренто (альбом)
«Верни́сь в Сорре́нто» — дебютный альбом рок-группы «АукцЫон» записанный в 1986 (иногда указывается 1988 год). В течение нескольких лет ходил по рукам как самодельный магнитоальбом и официально не издавался до 1997 года. Название альбома отсылает к одноимённой песне и итальянскому фильму 1945 года.

## История создания
В конце 1985 года группа имела укрепленный состав и написанную Леонидом Фёдоровым программу новых песен. По его словам, песни родились в сжатый срок, практически за одно лето. Музыка писалась им либо на готовый текст, либо на удачную фразу («Волчица» была написана на фразу «он идёт к своей волчице» Олега Гаркуши, а текст позднее был дописан Дмитрием Озерским). После вступления в Ленинградский рок-клуб, Фёдоров хотел записать программу наиболее удачных вещей. Изначально участники группы приняли попытку записать альбом профессионально в студии Андрея Тропилло, в Доме юного техника на улице Панфилова, но «что-то у него с „АукцЫоном“ не срасталось»: по словам Федорова вперед проходили «старшие товарищи» из русского рока, и записаться так и не удалось. В итоге группа приступила к записи альбома сначала на двухканальный магнитофон в клубе «Авангард», потом на четырехканальную портастудию, взятую у художника Кирилла Миллера. Во время записи альбома Фёдоров чувствовал себя неуверенно в роли вокалиста, и часть композиций в альбоме исполнял Сергей Рогожин, которого нашёл Озерский в своем институте. По словам лидера группы, никто из участников не представлял каким будет конечный результат, поэтому «делали так, как могли и как было возможно».
В 2014 году альбом «Вернись в Сорренто» был переиздан издательством «Геометрия». Кроме оригинального альбома, на дополнительном CD был издан один из вариантов альбома, на котором финальная песня «Рабочее утро» была заменена интервью Сергея Рогожина ведущему «Нашего радио» Антону Чернину, записанному в 2004 году.

## Список композиций
Вся музыка написана группой «АукцЫон», кроме  № 1, музыка Эрнесто де Куртиса.
| №  | Название             | Текст песни                           | Длительность |
| -- | -------------------- | ------------------------------------- | ------------ |
| 1. | «Вернись в Сорренто» | Эмилия Александрова (русский перевод) | 1:47         |
| 2. | «Чудный вечер»       | Леонид Фёдоров                        | 3:16         |
| 3. | «Книга учёта жизни»  | Олег Гаркуша                          | 4:37         |
| 4. | «Волчица»            | Дмитрий Озерский, Олег Гаркуша        | 4:30         |
| 5. | «Женщина»            | Дмитрий Озерский                      | 5:08         |
| 6. | «Деньги это бумага»  | Олег Гаркуша                          | 3:23         |
| 7. | «Радиодиверсия»      | Дмитрий Озерский                      | 4:09         |
| 8. | «Что делать»         | Поль Элюар                            | 6:08         |
| 9. | «Рабочее утро»       | неизвестный поэт                      | 2:15         |

## Участники записи
- Игорь Черидник — барабаны;
- Виктор Бондарик — бас;
- Леонид Фёдоров — гитара, вокал;
- Николай Рубанов — саксофон;
- Дмитрий Озерский — клавиши;
- Олег Гаркуша — подпевки;
- Сергей Рогожин — вокал (1, 3, 5, 9);
- Николай Федорович — саксофон (3, 4);
- Игорь Скалдин — гитара (4)